# Fort Sumner

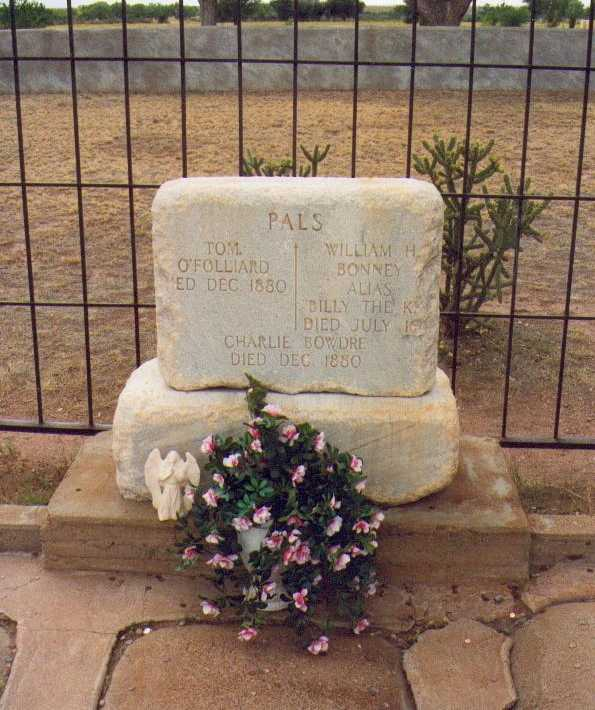
Tumba de Billy el Niño en Fort Sumner.

Fort Sumner es una villa ubicada en el condado de De Baca en el estado estadounidense de Nuevo México. En el Censo de 2010 tenía una población de 1031 habitantes y una densidad poblacional de 118,97 personas por km².
Es famosa por guardar el cadáver de Billy the Kid, un famoso forajido y vaquero del Oeste. Aun así, una riada ocurrida en el siglo XX hizo que los huesos del cuerpo cayeran pendiente abajo. Fueron recuperados y la autopsia reveló que eran de Billy, aunque algunos discuten de que no podrían ser suyos.

## Geografía
Fort Sumner se encuentra ubicada en las coordenadas 34°29′14″N 104°13′0″O / 34.48722, -104.21667. Según la Oficina del Censo de los Estados Unidos, Fort Sumner tiene una superficie total de 8.67 km², de la cual 8.59 km² corresponden a tierra firme y (0.93%) 0.08 km² es agua.

## Demografía
Según el censo de 2010, había 1031 personas residiendo en Fort Sumner. La densidad de población era de 118,97 hab./km². De los 1031 habitantes, Fort Sumner estaba compuesto por el 82.93% blancos, el 0.1% eran afroamericanos, el 0.58% eran amerindios, el 0% eran asiáticos, el 11.25% eran de otras razas y el 5.14% pertenecían a dos o más razas. Del total de la población el 54.61% eran hispanos o latinos de cualquier raza.